# سدریک سبالوس
سدریک سبالوس (انگلیسی: Cedric Ceballos؛ زادهٔ ۲ اوت ۱۹۶۹) بازیکن بسکتبال اهل ایالات متحده آمریکا است. از باشگاه‌هایی که در آن بازی کرده‌است می‌توان به هارلم گلوبتراترز، فینیکس سانز، میامی هیت، لس آنجلس لیکرز، دالاس ماوریکس، و دیترویت پیستونز اشاره کرد.

از فیلم‌ها یا برنامه‌های تلویزیونی که وی در آن نقش داشته‌است می‌توان به هرج و مرج فضایی اشاره کرد.